# Young Love (chanson de Janet Jackson)
Singles de Janet Jackson
Come Give Your Love to Me
(1983)
Young Love est une chanson de la chanteuse américaine Janet Jackson issue de son album éponyme (1982). Elle a été écrite et produite par René Moore, Angela Winbush, avec la participation de Bobby Watson. C'est le premier single sorti par Janet Jackson, le 7 juillet 1982 chez A&M Records. Avant d'être connue, Jackson ne souhaitait pas poursuivre de carrière musicale. Le single a été vendu à près de 200 000 copies aux États-Unis.